# بدفورد (ویرجینیا)
بدفورد (به انگلیسی: Bedford) شهری است در ایالت ویرجینیا از کشور ایالات متحده آمریکا. در سرشماری سال ۲۰۱۰ جمعیت این شهر ۳۹۵۸ بود.